# ティエリー・カンス
ティエリー＝ジェラール・カンス（Thierry-Gérard Caens, 1958年9月24日 - ）は、フランスのトランペット奏者。
ディジョンの生まれ。幼少時より父親から音楽の手ほどきを受け、ロベール・ピショローとピエール・ポランの下でトランペットを学ぶ。その後、パリ音楽院でモーリス・アンドレの薫陶を受け、1977年にトランペット、1978年にコルネットの演奏でそれぞれプルミエ・プリを獲得して卒業した。音楽院在学中の1975年からリヨン国立管弦楽団に在籍し、1980年から1985年までパリ国立歌劇場管弦楽団のソロ・コルネット奏者を務めた。1981年のジュネーヴ国際音楽コンクールのトランペット部門で3位入賞を果たす。1987年から金管アンサンブルのコンセール・アーバンを立ち上げて演奏に加わり、1989年からキュイーブル・フランセの音楽監督となった。2003年からリヨン音楽院で後進の指導をし、故郷のディジョンの音楽院でも教鞭をとる。